# ブロジェット (オレゴン州)
ブロジェット（英: Bodgett）は、アメリカ合衆国オレゴン州ベントン郡にある非法人地域。郡都コーバリスの15マイル西、セントラルオレゴン海岸山脈にてオレゴン州道180号線と国道20号線が交差する地点に位置する。近くにはタムタム川とメアリーズ川の合流地点がある。
ブロジェットの名称は、かつてこの地に入植した開拓者ウィリアム・ブロジェットの名に由来する。郵便局が設置されたのは1888年4月のことであったが、当初郵便局は現地のある家族の名前を取って「エムリック」の名が付いた。郵便局名は、その後まもなくして「ブロジェット」に変更された。
ブロジェットはフィロマス公立学区に属する。25人の生徒が在籍するブロジェット小学校は、幼稚園から4年次までの課程を教える。5年次以降は近くのフィロマスにあるフィロマス中学校、さらにはフィロマス高等学校が教育を行う。